# 7449 Döllen
A 7449 Döllen (ideiglenes jelöléssel 1949 QL) a Naprendszer kisbolygóövében található aszteroida. Karl Wilhelm Reinmuth fedezte fel 1949. augusztus 21-én.